# Anna vom Rath

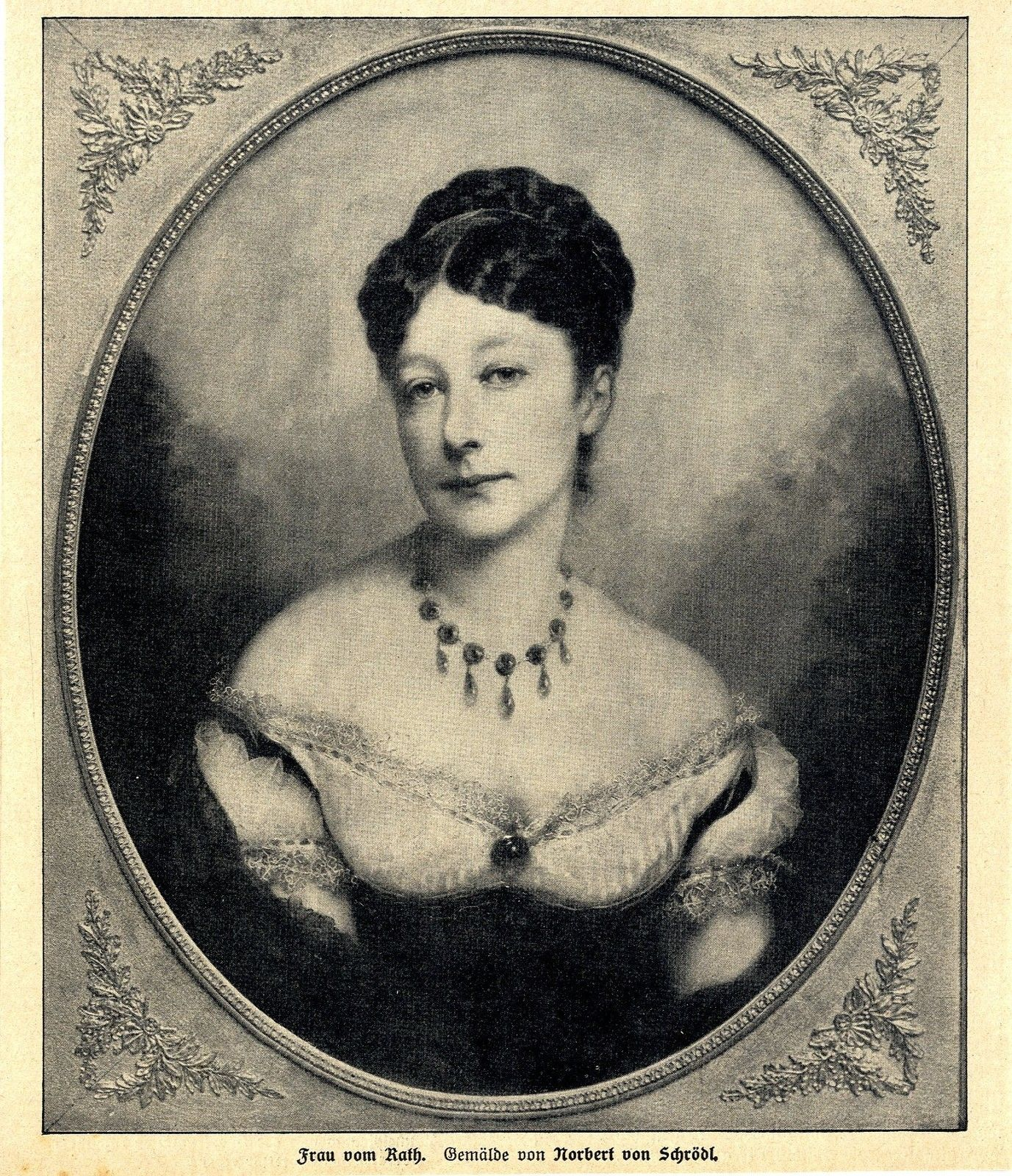
Anna vom Rath. Gemälde von Norbert Schrödl (1868)

Anna vom Rath, geborene Jung (* 2. Juni 1839 in Köln; † 31. März 1918 in Berlin), war eine deutsche auch karitativ tätige Salonnière in Berlin und Gattin des Bankiers Adolph vom Rath.

## Leben
Anna Jung, Tochter des nationalliberalen Politikers Georg Gottlieb Jung (1814–1886) und der Pauline, geborener Stein (1816–?) heiratete 1869 mit dem Bankier Adolph vom Rath (1832–1907) ein Mitglied der in Köln sehr angesehenen Zuckerfabrikantenfamilie. Ihr Ehemann wurde 1889 Aufsichtsratsvorsitzender der von ihm mitgegründeten Deutschen Bank. Seither spielte Anna vom Rath eine wichtige Rolle in der Gesellschaft des wilhelminischen Berlin. Obwohl aus liberaler Familientradition stammend und selber liberal gesinnt, trat sie in nahe Verbindung zum Kaiserhof und zur Hofgesellschaft, was ihr teils den Ruf des „Snobismus“ eintrug. Gleichwohl zog ihr Salon, obgleich nicht absolut politisch ausgelegt, viele liberale Politiker der Zeit an.
Neben dem Salonleben engagierte sich Anna vom Rath maßgeblich in karitativen Belangen. Sie gründete die erste „Krankenküche“ in der Brüderstraße 10 in Berlin, sammelte Spendengelder zur Finanzierung der Tuberkuloseforschung und gründete auch eine Stiftung, die sich der Fürsorge für Tuberkulosekranke widmete.
Seit 1907 verwitwet, starb Anna vom Rath ein halbes Jahr vor Ende des Ersten Weltkrieges in Berlin.

## Auszeichnungen
Anna vom Rath wurde vielfach ausgezeichnet. Unter anderem trug sie folgende Orden:
- Luisenorden
- Verdienstkreuz für Frauen und Jungfrauen von 1870/71
- Wilhelm-Orden

## Familie
Anna Jung und Adolph vom Rath heirateten am 18. April 1869 in Köln. Ihr Gatte wurde am 21. August 1901 von Kaiser Wilhelm II. in den preußischen Adel erhoben, behielt aber seinen alten (nicht adeligen) Namen. Sie hatten keine leiblichen, dafür zwei Adoptivkinder:
- Ilse vom Rath (1870–1884)
- Adela „Adi“ von Papen, genannt vom Rath (1885–?; dreimal verheiratet)

## Salon
Anna vom Rath, seit 1901 im preußischen erblichen Adelsstand, eröffnete ihren Salon 1880 mit dem Umzug ihres Gatten nach Berlin, wo sie sich alsbald gesellschaftlich etablieren konnte. Weitere politisch orientierte Salonnièren, mit denen sie teils in Verbindung stand, waren Hildegard von Spitzemberg und Helene von Lebbin. In späteren Jahren verlagerte sich der Schwerpunkt ihrer Geselligkeit auf Künstler und Gelehrte. Anders als etwa die Gräfin Schleinitz oder Anna von Helmholtz war sie selbst eher mittelmäßig gebildet und war auch keine große Künstlerin; gleichwohl bot sie Wissenschaft und Künsten ein geachtetes Forum in der deutschen Reichshauptstadt.

## Bekannte Habitués
- Prinz August Wilhelm von Preußen
- Kaiserin Auguste Victoria
- Ludwig Bamberger
- Rudolf von Bennigsen
- Bernhard von Bülow
- Marie von Bunsen
- Benoît Constant Coquelin
- Rudolph von Delbrück
- Wilhelm Dilthey
- Emil du Bois-Reymond
- Isadora Duncan
- Botho zu Eulenburg
- Geraldine Farrar
- Max von Forckenbeck
- Karl Frenzel
- Heinrich von Gleichen-Rußwurm
- Adolf von Harnack
- Hermann von Hatzfeldt-Trachenberg
- Gerhart Hauptmann
- Heinrich von Preußen
- Hermann von Helmholtz
- Hermann Hendrich
- Andreas Heusler
- Ferdinand Hiller
- Bolko von Hochberg
- Hugo von Hofmannsthal
- Joseph Joachim
- Alfred Kerr
- Hermann Levi
- Ottmar von Mohl
- Theodor Mommsen
- Helene von Nostitz-Wallwitz
- Siegfried Ochs
- Hedwig von Olfers
- Marie von Olfers
- Luise von Oriola (1824–1899)
- Maximiliane von Oriola
- Ferdinand von Radziwill
- Victor Herzog von Ratibor
- Gustav Richter
- Heinrich Rickert
- Walter Robert-Tornow
- Erich Schmidt
- Ossip Schubin
- Ernestine Schumann-Heink
- Ellen von Helmholtz-Siemens
- Hildegard von Spitzemberg
- Heinrich von Sybel
- Hugo von Tschudi
- Richard Voß
- Cosima Wagner
- Paul Wassily
- Anton von Werner
- Mathilde Wesendonk
- Ernst von Wildenbruch
- Heinrich Wölfflin
- Paul Yorck von Wartenburg